# José Gomes Ferreira

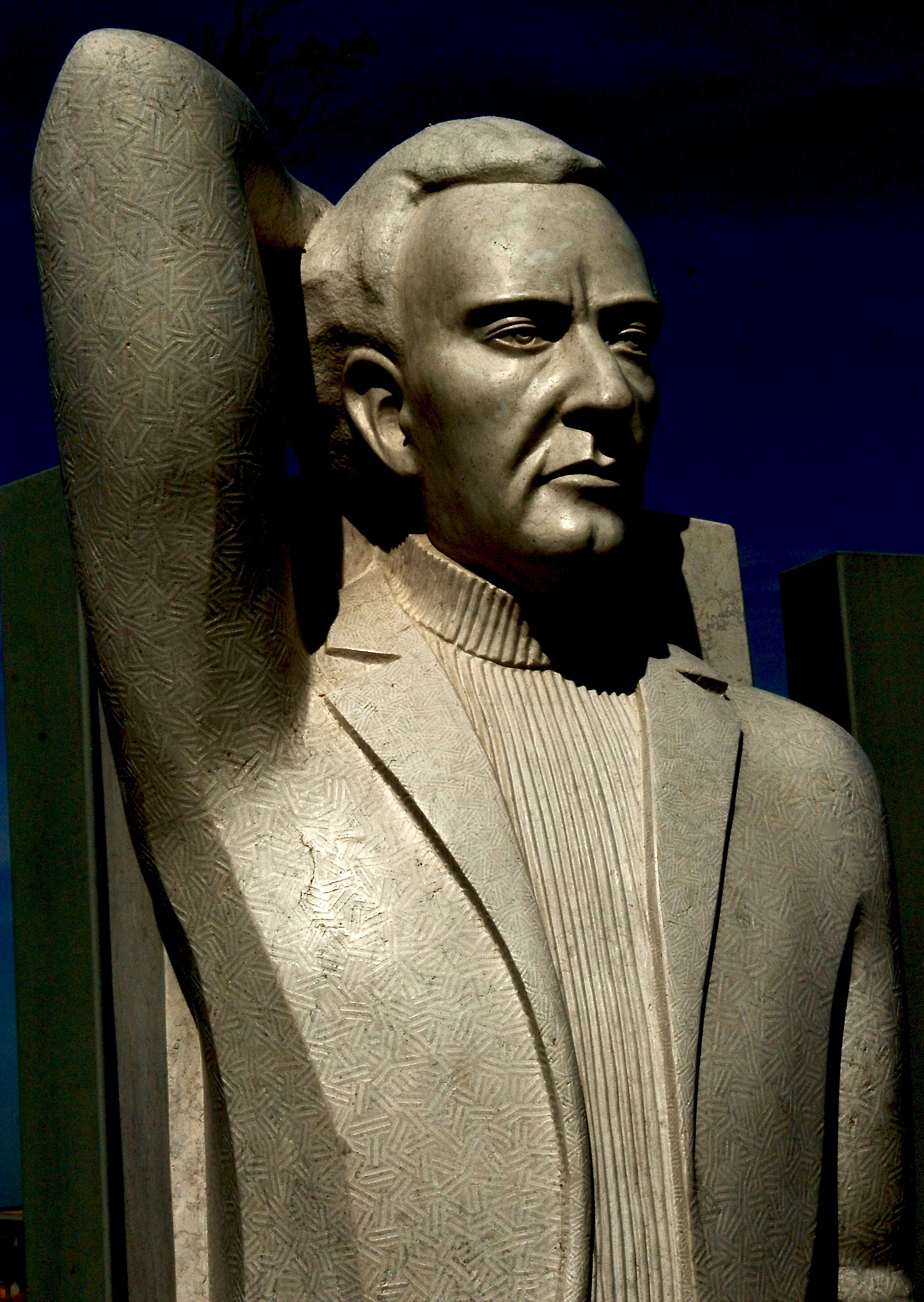
José Gomes Ferreira in einer Skulptur von Francisco Simões

José Gomes Ferreira (* 9. Juni 1900 in Porto; † 8. Februar 1985) war ein portugiesischer Schriftsteller und Dichter.

## Leben
Als er vier Jahre alt war, zog die Familie nach Lissabon. Er besuchte die weiterführende Schulen Liceu Camões und Liceu Gil Vicente in Lissabon. In letzterer lernte er Leonardo Coimbra kennen und hatte seinen ersten Kontakt mit der Poesie. Obwohl Ferreira viel jünger war, schrieb er zu dieser Zeit gemeinsam mit Fernando Pessoa ein Sonett für die Zeitschrift Ressurreição (Auferstehung), dessen Herausgeber er später wurde. Nach Absolvierung seines Wehrdienstes trat er dem Batalão Academico Republicano bei, einer Freiwilligenvereinigung von Studenten, welche die 1. Republik gegen Monarchisten verteidigen wollte. Ferreira war zeitlebens Mitglied der Kommunistischen Partei Portugals.
Gelegentlich trat er auch als Drehbuchautor in Erscheinung. So war er an Aldeia da Roupa Branca (1939) beteiligt.
Sein Sohn war der Architekt Raúl Hestnes Ferreira (1931–2018); sein Enkel der Schauspieler Pedro Hestnes (1962–2011).

## Werke

### Poesie
- 1918: Lírios do Monte
- 1921: Longe
- 1946: Marchas, Danças e Canções (Mitarbeit)
- 1948: Poesia I
- 1948: Homenagem Poética a Gomes Leal (Mitarbeit)
- 1950: Líricas (Mitarbeit)
- 1950: Poesia II
- 1956: Eléctico
- 1962: Poesia III
- 1970: Poesia IV
- 1973: Poesia V
- 1978: Poeta Militante I, II e III

### Dichtung
- 1960: O Mundo Desabitado
- 1960: O Mundo dos Outros - histórias e vagabundagens
- 1962: Os segredos de Lisboa"
- 1963: Aventuras Maravilhosas de João Sem Medo
- 1971: O Irreal Quotidiano - histórias e invenções
- 1975: Gaveta de Nuvens - tarefas e tentames literários
- 1976: O sabor das Trevas - Romance-alegoria
- 1978: Coleccionador de Absurdos
- 1978: Caprichos Teatrais
- 1980: O Enigma da Árvore Enamorada - Divertimento em forma de Novela quase Policial

### Chroniken
- 1975: Revolução Necessária
- 1977: Intervenção Sonâmbula

### Erinnerungen
- 1965: A Memória das Palavras - ou o gosto de falar de mim
- 1966: Imitação dos Dias - Diário Inventado
- 1980: Relatório de Sombras - ou a Memória das Palavras II
- 1990: Dias Comuns I: Passos Efémeros
- 1998: Dias Comuns II: A Idade do Malogro
- 2000: Dias Comuns III: Ponte Inquieta

### Kurzgeschichten
- 1958: Contos
- 1969: Tempo Escandinavo

### Übersetzungen
- Datum unbekannt: Bernarda Albas Haus von Federico García Lorca
- 1926: Tausendundeine Nacht

## Auszeichnungen
- Orden des heiligen Jakob vom Schwert: GOSE (Grand Officer)
- Ordem da Liberdade: GOIH (Grande-Oficial)